# Голосій Олег Миколайович
Олег Голосій (нар.31 травня 1965, Дніпро — † 18 січня 1993 Київ)  — український художник, новатор в галузі сучасного мистецтва, один з ключових представників Нової хвилі українського мистецтва, яка сформувалася в останні радянські роки та перші роки Незалежності.

## Біографія
Народився у Дніпропетровську в 1965 році. Закінчив Дніпропетровське художнє училище імені Євгена Вучетича, майстерня Леоніда Антонюка (1984) та Київський державний художній інститут, відділення монументального живопису у Києві (1990). Належав до спільноти художників київського сквоту «Паризька комуна», куратор  О. Соловйов,  де працював разом з відомими митцями, як Валерія Трубіна, Олександр Гнилицький, Юрій Соломко, Наталія Філоненко та іншими. Брав участь у таких знакових виставках того часу, як «Штиль» (1992, Київ) та «Постанастезія» (1992, Мюнхен). За життя співпрацював із московською галереєю «Ріджина». Робота Голосія «Психоделічна атака блакитних кроликів» була придбана та зберігається у Kelvingrove Art Gallery and Museum (Глазго, Шотландія).
Олег Голосій трагічно загинув у 1993 році у Києві.

## Маєток художника
У травні 2019 року брат та спадкоємець художника Денис Голосій та галерея The Naked Room заснували Маєток художника Олега Голосія (Artist Estate of Oleg Holosiy).
Завдання Маєтку художника Олега Голосія — збереження та вивчення творів і архіву із сімейного зібрання, упорядкування інформації про художника, поширення знання про його практику серед різних аудиторій, стимулюванням наукових досліджень, та, зрештою, видання catalogue raisonné художника. А також забезпечення присутності його творів у публічних музейних інституціях, й не лише українських.
На честь інавгурації Маєтку художника The Naked Room провела виставку та видала каталог, до якого увійшли 29 з 37 живописних полотен з родинного зібрання, репродукції вибраних рисунків, ескізів, начерків із записників, творів з елементами текстів та колажу, почесні грамоти та документи.

## Вшанування
У 2019 році Національним культурно-мистецьким та музейним комплексом «Мистецький арсенал» було видано книгу-каталог з нагоди виставки «Олег Голосій. Живопис нон-стоп [Архівовано 30 липня 2019 у Wayback Machine.]», що тривала з 13 червня до 11 серпня 2019 у Мистецькому арсеналі. У книжці досліджується життя та живописний метод Олега Голосія, а також вперше представлені репродукції графічних малюнків, віршів та ескізів художника. Каталогу передувала велика виставка творів художника, яка включила полотна і графіку з ключових приватних колекцій України та Маєтку художника, а також великий корпус архівних та фотографічних матеріалів.

## Вибрані персональні виставки
- 2019 — Олег Голосій. Живопис нон-стоп, «Мистецький Арсенал», Київ[6]
- 2019 — Хлопець і Комета, галерея The Naked Room, Київ
- 2011 — Над айсбергами", артцентр «Квартира», Дніпро
- 2003 — Олег Голосій. Національний художній музей України, Київ
- 1994 — День і ніч змінюють один одного. Галерея Ріджина, Москва
- 1991 — Само–стійне мистецтво. Центральний будинок художника, Москва

## Вибрані групові виставки
- 2017 — ПАРКОМУНА. Місце, спільнота, час. PinchukArtCentre, Київ
- 2016 — Трансформація. PinchukArtCentre, Київ
- 2015 — На межі. Українське мистецтво 1985—2004. PinchukArtCentre, Київ
- 2002 — Живопис з перших рук. Манеж, Москва
- 2000 — На краю. Галерея Ріджина, Москва
- 2000 — Інтервали. Космізм в українському мистецтві XX століття. Національний художній музей України, Київ; Henie Onstad Kunstsenter, Осло
- 1993 — Степи Європи. Центр сучасного мистецтва «Уяздовський замок», Варшава
- 1993 — Ангели над Україною. 369 Gallery, Едінбург
- 1992 — Діалог з Києвом. Villa Stuck, Мюнхен
- 1992 — Постанестезія. Künstlerwerkstatt Lothringerstrasse, Мюнхен; Grassi Museum, Ляйпциґ
- 1992 — Штиль. Виставковий зал Спілки художників України, Київ
- 1991 — Художники Паризької комуни, Виставковий зал Спілки художників України, Київ
- 1990 — Вавилон. Палац молоді, Москва
- 1989 — Седнів–89. Національний художній музей України, Київ
- 1988 — Всесоюзна виставка молодих художників. Манеж, Москва